# Naomé
Naomé is een dorpje in de Belgische provincie Namen en een deelgemeente van Bièvre. Naomé ligt ongeveer vijf kilometer ten oosten van het centrum van Bièvre, tegen de grens met de provincie Luxemburg. Tot 1 januari 1977 was het een zelfstandige gemeente.
Zoals veelvoorkomend in deze streek heeft dit dorpje een waterplas en ook hier is die ontstaan door een tijdelijk oponthoud van een waterloop door middel van een dam. Voorbij dit stuwmeertje vindt men een herdenkingsplaat aan de Tweede Wereldoorlog, waarop men de Franse militair G. Brooks herdenkt.

## Demografische ontwikkeling
- Bronnen:NIS, Opm:1831 tot en met 1970=volkstellingen, 1976= inwoneraantal op 31 december

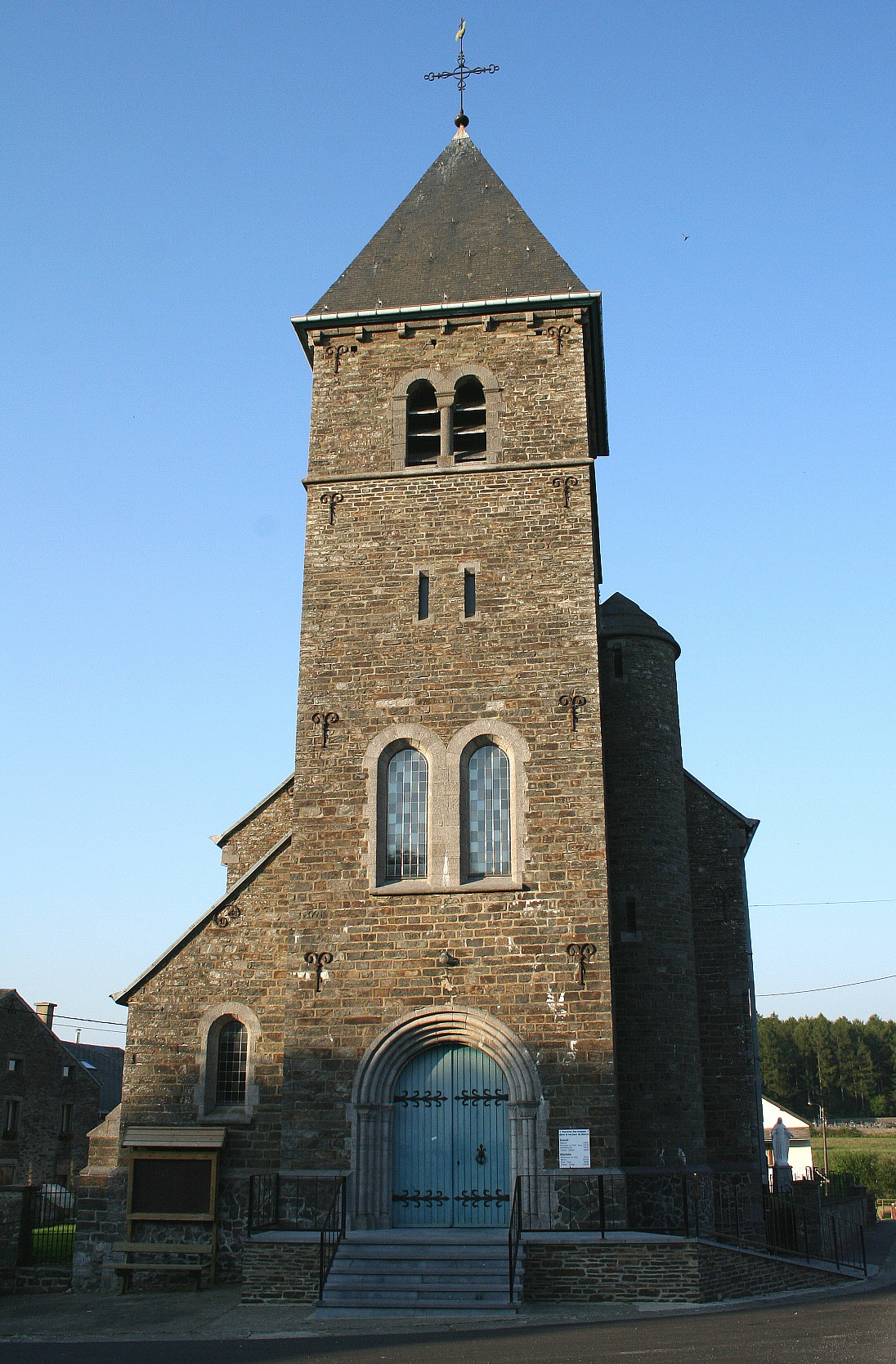
Eglise Saint-Sébastien

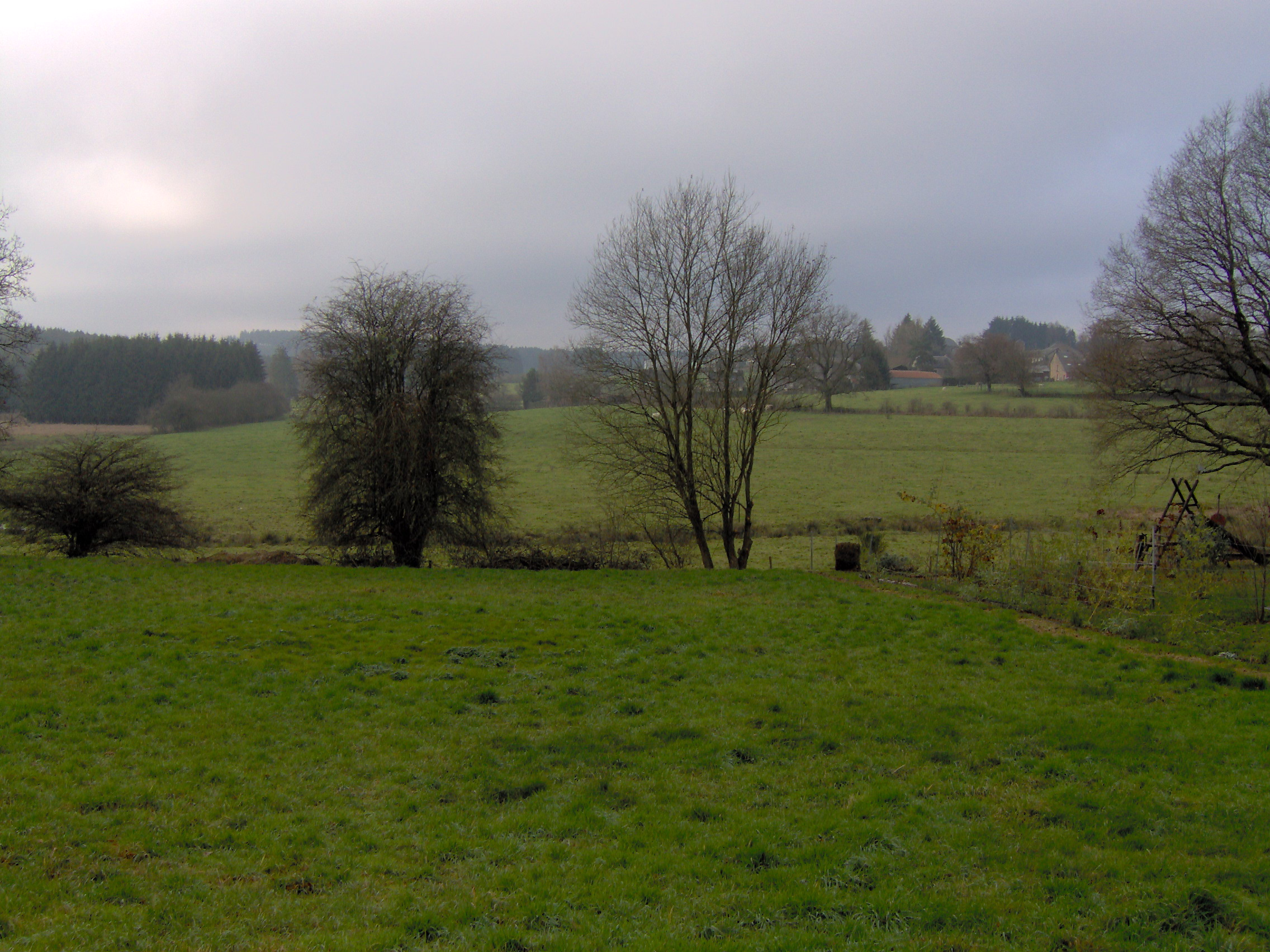
Zicht op weg naar Moulin de Naomé

Deelgemeenten: Baillamont · Bellefontaine · Bièvre · Cornimont · Graide · Gros-Fays · Monceau-en-Ardenne · Naomé · Oizy · Petit-Fays

Overige kern: Six-Planes

Belgische gemeenten · Arrondissement Dinant · provincie Namen · Wallonië